# Hexetidine
Hexetidine is een desinfecterend middel met een brede bactericidewerking, dat ook een antimycotische werking heeft tegen bepaalde schimmels in de mond en keelholte.
Het wordt gebruikt voor de preventie van infecties bij tandheelkundige en mondchirurgische ingrepen, en voor de behandeling van mondinfecties, mondslijmvliesontsteking (orale mucositis), tandvleesontsteking (gingivitis) en tonginfecties (glossitis).
Hexetidine is beschikbaar als mondspoeling of als spray. De concentratie van hexetidine in mondspoeling is 0,1%, in spray 0,2%. De werkingsduur is 10 tot 12 uur.
Hexetidine is zonder voorschrift verkrijgbaar. Een merknaam is Hextril van Johnson & Johnson. 